# Теребовлянський замок
Теребовлянський замок — укріплення в м. Теребовля, за 32 км від обласного центру Тернопіль. Руїни розташовані на краю каньйону Гнізни, біля його гирла в річку Серет.

## Перші укріплення
Саме укріплення, залишки якого можна побачити тепер, збудували у 1630-х рр. за сприянням місцевого старости Олександра Балабана. До того на замковій горі у Теребовлі було аж три фортеці. Першим історичним замком у містечку, про який збереглися писемні згадки, був давньоруський, що його звели у IX-X ст. Найбільшої могутності цей град досяг за правління князя Василька Ростиславовича — правнука великого київського князя Ярослава Мудрого.
Фортеця князя Василька була дерев'яною, огородженою частоколом, і лише замкову церкву у ній збудували з каменю. Твердиня мала декілька оборонних рубежів, однак там не було колодязя. Археологи припускають, що воду сюди підводили підземним шляхом або просто наповнювали резервуари. Васильків замок був не таким, як той, що зберігся досі. Навіть вхід до нього був не зі східного боку, як тепер, а з північного — з боку сучасного парку. Під замком були льохи.
Після смерті 1124 року Василька Теребовлянське князівство увійшло до складу Галицького, а пізніше — до складу Галицько-Волинського князівства. За князювання Володимира Ігоревича з роду Ізяславичів Теребовля знов набуває незалежності. Проте 1211 року в битві з мадярами князь потрапив у полон і був страчений з братами і батьком. За тих часів дерев'яні мури замку розпочали обкладати каменем, але 1241 року Теребовлю вщент зруйнували ординці хана Батия. У 1341 році  місто вже згадують як завойоване поляками. 
В 1346 році  польський король Казимир III перебудував фортецю. Про цей новіший замок відомо мало, але він був кам'яним і з мурами завтовшки 1-2 м.

## Будівництво теперішнього замку

Теребовлянський замок в час турецької облоги. Фрагмент гравюри XVII ст.

Протягом XV-XVI ст. теребовлянська фортеця занепала через постійні напади татар. За декілька місяців власним коштом відбудував староста теребовлянський Анджей Тенчинський — каштелян тодішньої столиці Польщі Кракова. Про необхідність ремонту замку говорилось у привілеї короля Стефана Баторія від 30 листопада 1576 року (збереглась копія). 1594 (липень 1595) р. Теребовлю здобув Северин Наливайко, замок тоді не пошкодили. Наприкінці XVI ст. замок ремонтує теребовлянський староста Якуб Претвич.
За 1605-1625 рр. зазнавши 15 штурмів кримських татар, занепав. Після цих подій надійшла черга будівництва фортеці, якою можна прогулятись тепер. Мури сягають 3,5 — 5 м завтовшки і до 18 м заввишки. Вхід до замку зробили на висоті 3 м над землею і туди можна було потрапити лише за допомогою спеціального помосту. Є припущення, що саме під час цієї перебудови зруйнували церкву, де був похований князь Василько Ростиславич.
Замок 1648 здобули козаки, але після укладення перемир'я його зайняли поляки. Після зайняття турками Поділля в ході польсько-турецької війни (1672) замок став важливим прикордонним опорним пунктом. Після відмови сейму ратифікувати Бучацький мирний договір війна відновилась і 1675 в Україну увійшло нове 10-тисячне турецько-татарське військо паші Ібрагіма Шишмана, яке розпочало 20 вересня облогу Теребовлі. Попри значну чисельну перевагу їм не вдалось захопити замок і 11 жовтня вони відступили на південь через швидкий початок зимового сезону. Це врятувало від нападу решту теренів Поділля, Галичини.
Впродовж XVIII-XIX ст. замок був залишений без догляду і занепав. Збереглись нижні частини мурів.

## Галерея

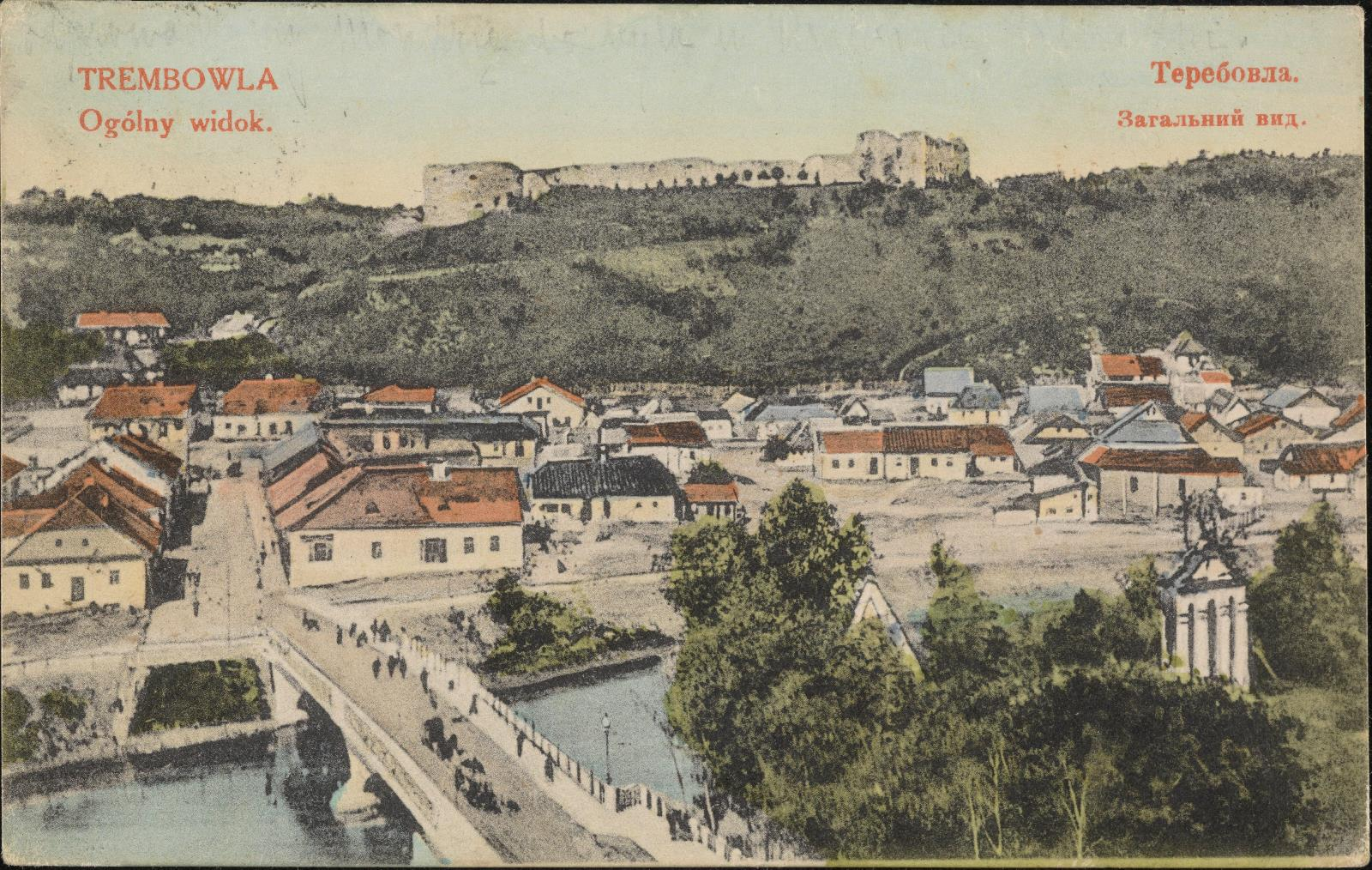
Залишки Теребовлянського замку, 1907
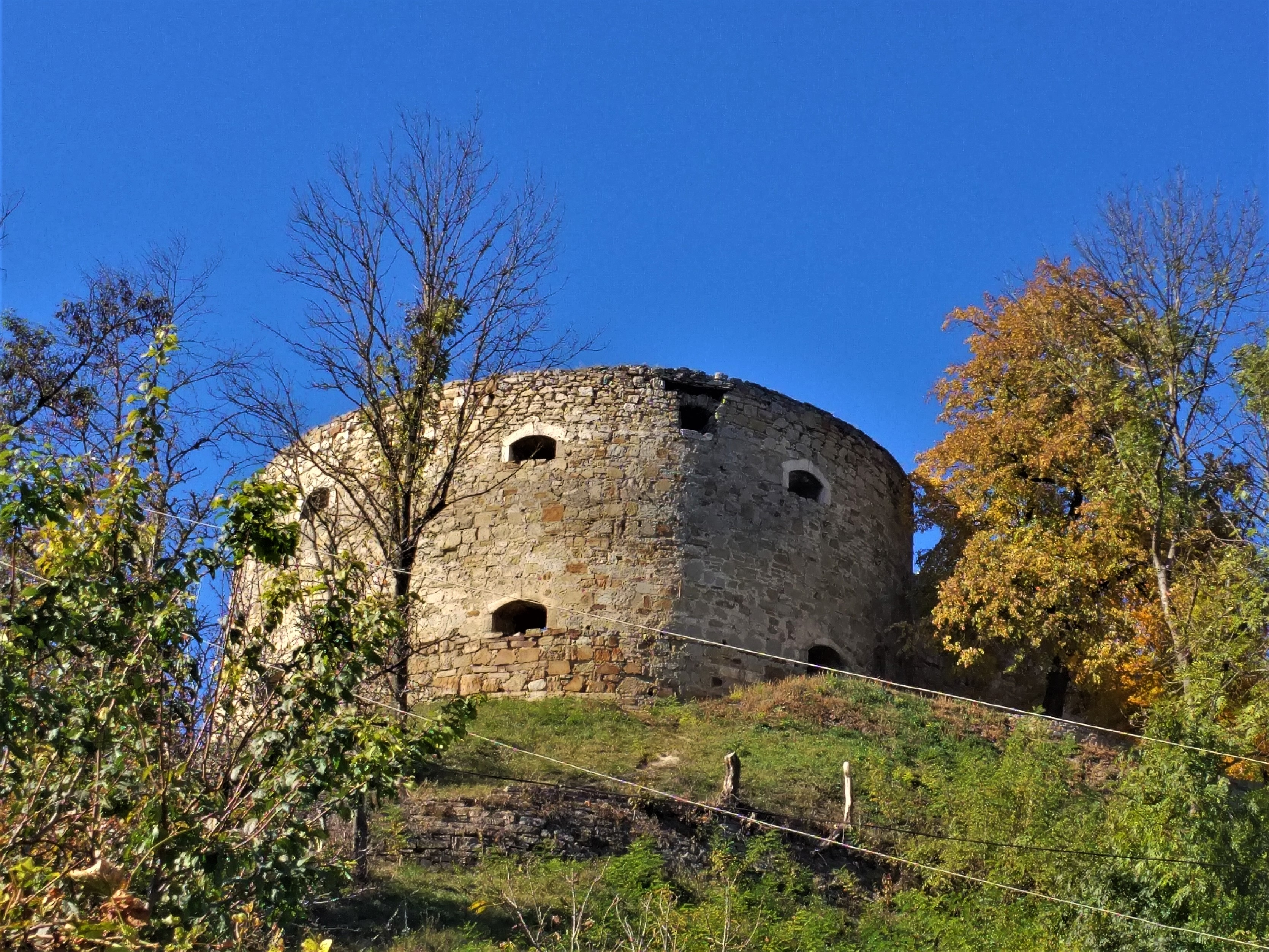
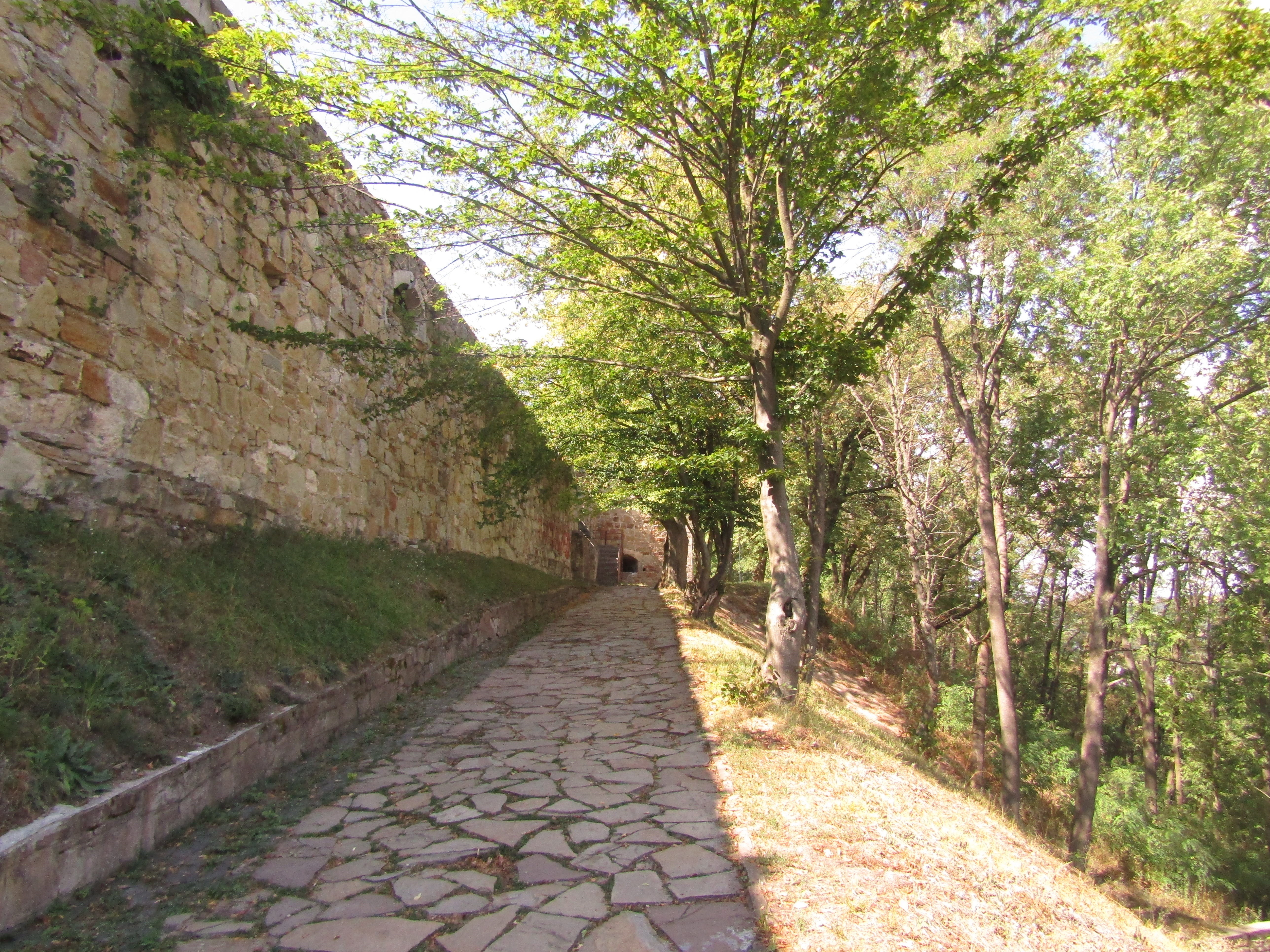
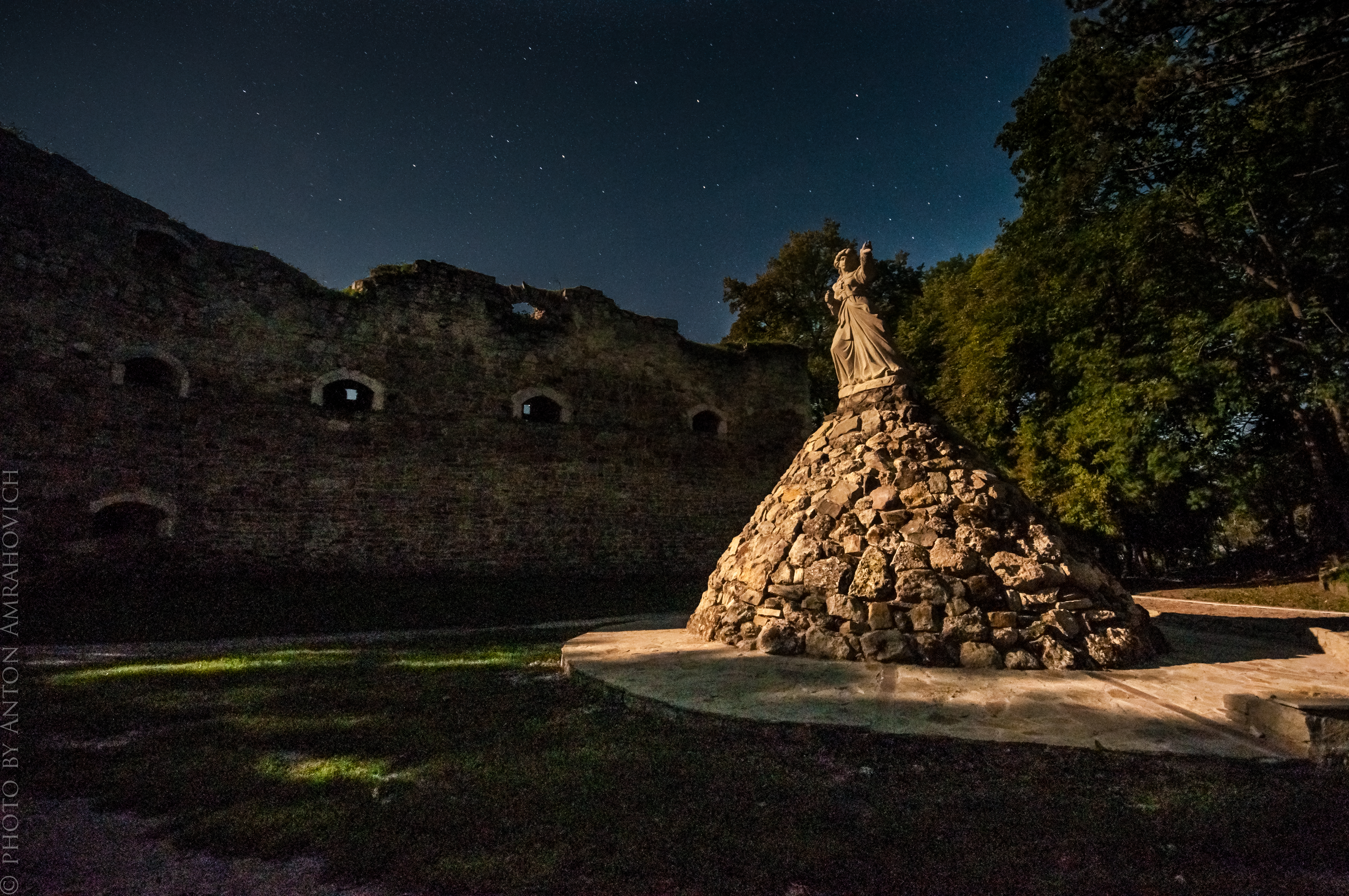
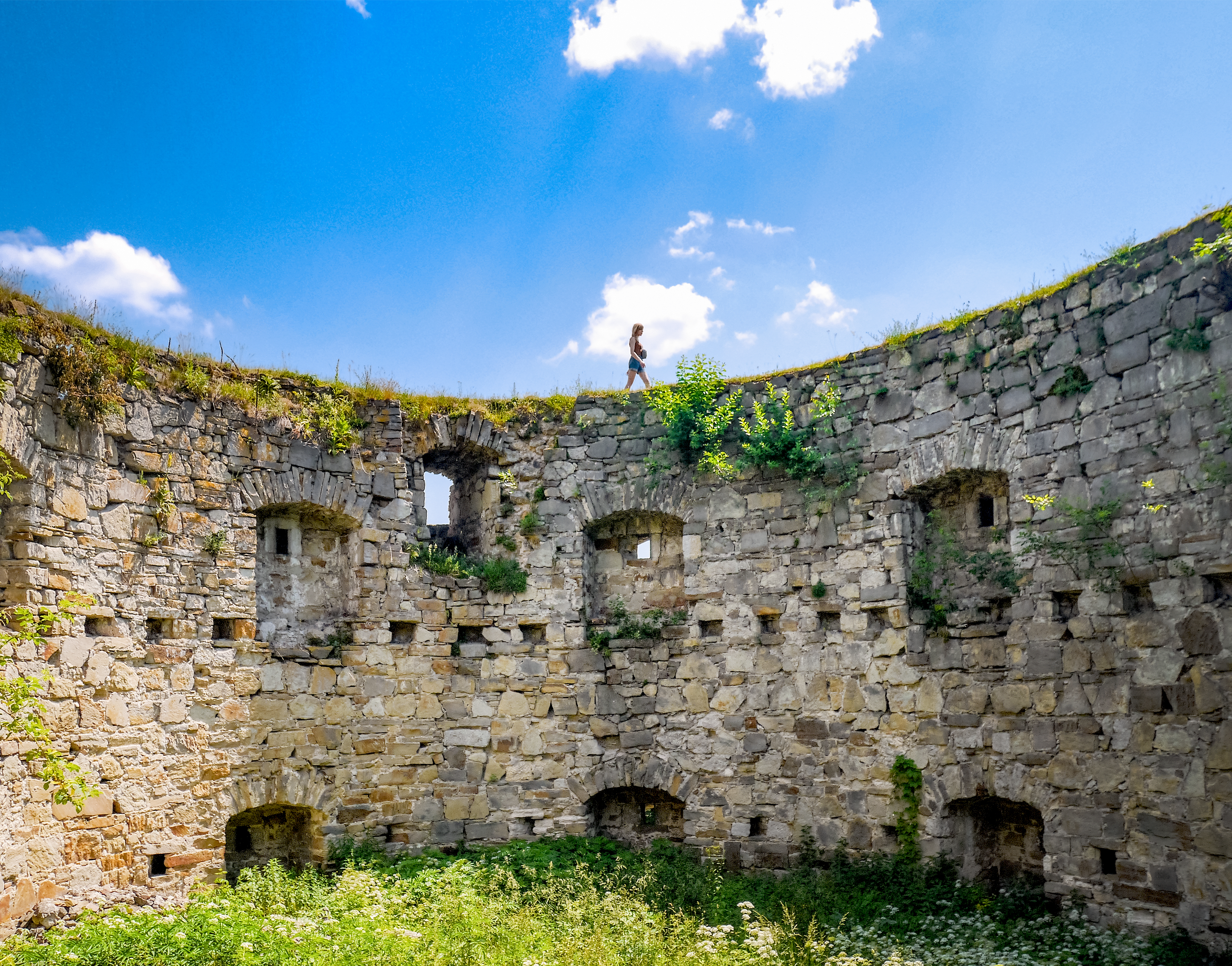